# Malrubí negre
El malrubí negre (Ballota nigra), és una planta amb flor de la família de les lamiàcies que creix en llocs erms, vores de camins i runams, a prop de zones habitades a bona part d'Europa. Aquesta planta també es coneix amb els noms de cabruna de llei, herba pudent, malrubí, malrubí bord, malrubí pelut, malrubí pudent, marreu, 
marreu negre, marreus, nepta, ortiga borda, ortigues.

## Característiques
És una planta herbàcia, perenne, amb tija ramificada de 5.-9. dm d'alçada i amb una olor desagradable semblant a la floridura i la humitat. Té fulles de 3-4 cm × 2-3 cm, ovals o arrodonides de color verd fosc, peciolades i cobertes d'una pelussa de color grisenc. Les flors són de color vermell, porpra o rosat (rarament blanques).
Farmacologia
- Té efecte sedant i és recomanat el seu ús en ansietat, insomni i altres afeccions nervioses suaus
- Mitiga la tos espasmòdica
- Estimula la secreció biliar